# Shangmei, Fujian
Shangmei (kinesiska: 上梅) är en socken i sydöstra Kina. Den ligger i Wuyishan i staden Nanping i provinsen Fujian, omkring 215 kilometer nordväst om provinshuvudstaden Fuzhou. 